# Osmansko medvladje
Osmansko medvladje ali osmanska državljanska vojna (turško Fetret Devri, obdobje medvladja) je bila državljanska vojna v Osmanskem cesarstvu, v kateri so se po porazu Bajazida I. v bitki pri Ankari 2. julija 1402 za oblast v cesarstvu spopadli njegovi sinovi. Vojna je trajala od 20. julija 1402 do  5. julija 1413.
Timurlenk je po zmagi pri Ankari za sultana potrdil Mehmeda Čelebija. Mehmedovi bratje Isa Čelebi, Musa Čelebi, Sulejman Čelebi in kasneje še Mustafa Čelebi se z njegovo odločitvijo niso strinjali in vsak zase zahtevali osmanski prestol. Posledica je bila državljanska vojna, ki se je končala z bitko pri Çamurluju 5. julija 1413. Zmagovalec je bil Mehmed Čelebi, ki se je po zmagi razglasil za sultana Mehmeda I. in ponovno združil Osmansko cesarstvo.

## Državljanska vojna

### Isa in Mehmed
Vojna med sinovi Bajazida I. je izbruhnila leta 1403. Najstarejši sin Sulejman je iz Odrina (Edirne) vladal v malo pred tem osvojeni Bolgariji, celi Trakiji, Makedoniji in severni Grčiji. Drugi sin, Isa Čelebi, se je razglasil za neodvisnega vladarja v Bursi, Mehmed pa je ustanovil svoje kraljestvo v Amasyi. Vojna je izbruhnila med Mehmedom in Iso. Sledili sta bitki pri Ermeni-beliju in Ulubadu (marec-maj 1403), po katerih je Isa pobegnil v Konstantinopel, Mehmed pa je zasedel Burso. Po bitki med Mehmedom in Iso pri Karasiju je poraženi Isa pobegnil v Karaman. Iso so kasneje v kopališču umorili Mehmedovi agenti.

### V vojno se vmeša Sulejman
Drugega preživelega Bajazidovega sina, Muso Čelebija, ki je bil ujet v bitki pri Ankari, je Timur na Mehmedovo prošnjo izpustil iz pripora pri Jakubu Germijanu. Po Isovi smrti je Sulejman z veliko vojsko prišel iz Rumelije v Anatolijo. Pohod je bil uspešen. Marca 1404 je osvojil Burso  in malo kasneje še Ankaro. 
V Anatoliji je nastal predah, ki je trajal od leta 1405–1410. Mehmed je leta 1410 poslal Muso z majhno vojsko čez Črno morje Trakijo, da bi napadel Sulejmanova ozemlja v jugovzhodni Evropi. Sulejman se je zaradi napada kmalu vrnil iz Anatolije v Trakijo, kjer se je med brazoma vnela kratka, vendar krvava vojna. Sulejman je imel sprva prednost in leta 1410 zmagal v bitki pri Kosmidionu, naslednje leto pa je bila njegova vojska pri Odrinu poražena. Sulejman je bil na Musov ukaz usmrčen. Musa je postal vladar osmanskih posesti v Trakiji.

### Mehmed in Musa
Bizantinski cesar Manuel II. Paleolog je bil Sulejmanov zaveznik, zato je Musa začel oblegati Konstantinopel. Manuel je na pomoč poklical Mehmeda, tako da so njegovi vojaki branili Konstantinopel pred Musovimi Osmani iz Trakije. Mehmed je izvedel več neuspelih izpadov proti oblegovalcem, potem pa se je moral vrniti v Anatolijo, da bi zatrl upor na svojem ozemlju. Mehmed se je po zatrtju upora vrnil v Trakijo, kjer se mu je pridružil srbski despot Stefan Lazarević.
Vojski rivalskih bratov sta se srečali na ravnini pri Čamurliju (zdaj Samokov, zahodna Bolgarija). Hasan, aga Mehmedovih janičarjev, je stopil pred nasprotnikovo vojsko in jo pozval. naj prestopi na Mehmedovo stran. Musa ga je napadel in ubil in bil pri tem tudi sam ranjen. Musova vojska se je hrabro borila, vendar je bila poražena. Musa je pobegnil z bojišča. Kasneje so ga ujeli in zadavili. Po njegovi smrti je ostal Mehmed edini živi sin sultana Bajazida I., ki je zavladal kot sultan Mehmed I. in ponovno združil Osmansko cesarstvo.
Medvladje je bilo izjemen primer bratomorne vojne, ki bi lahko postala običajna pri osmanskih nasledstvih.

## Politični naslovi
V medvladju je edino Mehmed Čelebi koval denar, na katerem se je naslavljal sultan. Sulejman je koval denar z napisom Emir Sulejman b. Bajazid, na Musovih kovancih pa je bil napis Musa b. Bajazid. Isovi kovanci se niso ohranili.